# Thunnus obesus
Thunnus obesus, también llamado patudo o atún de ojos grandes, es una especie de peces de la familia Scombridae en el orden de los Perciformes.

## Morfología
Los machos pueden llegar alcanzar los 250 cm de longitud total y los 210 kg de peso.

## Distribución geográfica
Se encuentra en el  Atlántico, el Índico y en el Pacífico. Ausente en el Mediterráneo.